# Skrupl (jednotka hmotnosti)

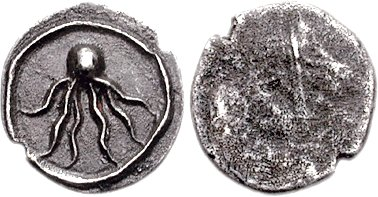
Etruská stříbrná mince ze třetího století před Kristem o (zbytkové) hmotností 0,92 gramů.

Skrupl je stará měrná jednotka pro hmotnost a jiné veličiny. Má 1,2 až 1,3 gramu nebo 0,18 až 0,19 milimetru. Není jednotkou soustavy SI. Termín pochází z latinského slova scrūpulus, které znamenalo „starost, úzkost nebo obava“, ale také „ostrý kamínek“, zdrobnělina od scrūpus „ostrý kámen“, nebo i „nejmenší část závaží nebo hmoty“
Byla to jedna z nejmenších běžných jednotek hmotnosti ve starověkém Římě, ale užívala se také přeneseně jako jednotka měření jiných veličin. Později byla používána jako lékárenská jednotka hmotnosti označovaná symbolem ℈ nebo s.ap. („scrupulus apothecarius"). Starořecké slovo γράμμα bylo ztotožňováno s římským „skrupul".
Kód této měrné jednotky ve Sbírce zákonů č.135/1998Sb.je SCR. (Skrupul - Scruple GB, US má 1,295982 gramů).

## Hmotnost
Jako jednotka hmotnosti byla římská skrupul (troy scruple, s.tr.) 1⁄24 troyské unce (oz.tr.), tj. 1⁄288 libry (troy pound, lb.tr.), což je zhruba 1,2 gramu (nebo třetina kvintlíku). Hodnota jednotek se však v různých regionech a v čase mírně lišila.
- 1 skrupl (s.ap.) = 20 grainů (gr.)[8]
- 1 skrupl (s.tr.) = 24 grainů (gr.)
- 1 libra (lb.tr.) = 12 uncí (oz.tr.) = 96 drachem (dr.ap.) = 288 skruplů (s.ap.) = 5760 grainů (gr.)

Skrupl jako jednotka lékárenské hmotnosti měl 20 grainů.
Rozdělení na 20 grainů (což odpovídá 20 zrnům ječmene z poloviny klasu) provedl pro farmacii lékař ze Salerma Nicolaus Salernitus ve sbírce nejpoužívanějších receptů Antidotarium Nicolai ve 12. století.

## Délka, plocha a čas
V Prusku 1 skrupl = 0,1816 mm, ve Francii 0,188 mm
Jako jednotka plochy 1 skrupl = 1⁄288 jednoho jochu.  Rakouský joch = cca 57,55 arů.
Jako jednotka času 1 skrupl = 1⁄24 hodiny, tedy 150 sekund